# Miguel Ángel Villar Pinto
Miguel Ángel Villar Pinto (La Coruña, 29 de diciembre de 1977) es un escritor español, autor de cuentos, libros infantiles, novelas y ensayos.

## Biografía
Vivió los primeros cuatro años de su infancia en Ochagavía (Navarra), y tras una breve estancia en un pueblo costero de Galicia (Malpica de Bergantiños), regresó a su ciudad natal, La Coruña. Estudió en el IES Ramón Menéndez Pidal —período en el que se adentró por primera vez en el mundo literario al ser seleccionado para representar a su provincia en la final del XII Concurso de Cuentos Repsol— y en el Hogar de Santa Margarita, donde compartió sus primeros escritos con Borja F. Caamaño, convirtiéndose ambos a la postre en escritores además de amigos.
Después de superar selectividad, se decantó por la carrera de Historia ya con la firme vocación de dedicarse a las letras, aunque previamente, mientras cursaba sus estudios en el Centro Asociado de la UNED de La Coruña, participó en varias excavaciones arqueológicas en La Codera (Huesca), Axlor (País Vasco) y Elviña (Galicia), además de ejercer labores archivísticas en el Archivo de la Colegiata de Santa María del Campo de La Coruña.
A los veintisiete años publicó un relato (Mi sombra) —fruto de resultar finalista en el VI Concurso de Relatos Acumán— y su ópera prima, La sangre de Dios, a los que siguieron en los años siguientes 31 cuentos agrupados en tres colecciones (Leyendas de Arabia, Los bosques perdidos y El bazar de los sueños), dos novelas históricas (Balarian y El camino del guerrero) y cuatro libros infantiles (Este circo es un desastre, Narsú y el collar mágico, Las preguntas de Nair y La maldición del castillo desencantado), siendo comercializadas algunas de estas obras en Estados Unidos, Francia, México y Reino Unido además de España.[cita requerida]
Durante esta etapa, algunos de sus libros fueron incluidos en el patrimonio cultural europeo e iberoamericano; en diccionarios como ejemplo de uso literario; en bibliotecas universitarias y del Instituto Cervantes de Amán (Jordania), Atenas (Grecia), Fráncfort (Alemania), São Paulo (Brasil), Utrecht (Países Bajos) y Varsovia (Polonia), entre otras españolas y estadounidenses.
En 2017, se sumó a la Generación Kindle con la publicación de 3 nuevos cuentos en la colección Cuentos maravillosos: Tres cuentos maravillosos y la primera parte de la saga de ciencia ficción Survival. En 2018, continuó con los libros infantiles Kundali: La ciudad perdida, El mono Aurelio viaja a Marte y Cabeza Nublada y Pies Ligeros; la colección de 7 cuentos Los nubitas y otros cuentos; la segunda parte de Survival además de la reedición de casi todas las obras del periodo comprendido entre 2006 y 2011, convirtiéndose la mayoría en best sellers en Amazon y recopiladas posteriormente en una serie de volúmenes bajo los títulos Bestsellers: Infantil, Bestsellers: Cuentos y Bestsellers: Novelas.

## Obras literarias

### Novela
- La sangre de Dios. Septem Ediciones, 2005. ISBN  978-84-95687-63-0.
- Balarian. Castellar de la Frontera: Castellarte, 2006. ISBN 978-84-933354-9-6.
- El camino del guerrero. Málaga: Corona Borealis, 2006. ISBN 978-84-95645-80-7.
- Survival: Primera Parte. Independently Published, 2017.
- Survival: Segunda Parte. Independently Published, 2018.
- Survival: Tercera Parte. Independently Published, 2019.
- Bestsellers: Novelas. Independently Published, 2019. ISBN 978-17-986994-7-8.

### Cuentos y relatos breves
- Mi sombra (2005) (relato finalista del VI Concurso de Microrrelatos Acumán)
- Leyendas de Arabia. Málaga: Corona Borealis, 2006. ISBN 978-84-95645-74-6.
  - Abdellah y el genio de la botella
  - El más digno sucesor
  - El mensaje de las olas
  - El sello de Menandro
  - Ériador
  - La cueva en el desierto
  - La muerte de los dioses
  - La última batalla
- Los bosques perdidos. Edimáter: 2007. ISBN 978-84-935175-1-9.
  - Búho Grande
  - Dindán
  - Elisa y los animales del bosque
  - El pequeño Tinsú
  - El problema de Gengar
  - El rey leñador
  - Iberto y la mala suerte
  - La estatua y su pedestal
  - La pregunta del emperador
  - La princesa infeliz
  - Tonelcillo
- El último día (2008) (relato finalista del II Premio Nacional de Microrrelatos Hipálage) ISBN 978-84-96919-06-8.
- El bazar de los sueños. Edimáter: 2009. ISBN 978-84-968702-1-5.
  - Broan y Turin
  - El bazar de los sueños
  - El bosque de los ciervos blancos
  - El carpintero sin suerte
  - El cofre de los náufragos
  - El estanque mágico de Verdesmeralda
  - El viaje de Breogán
  - El vuelo de los cisnes
  - La biblioteca de Alejandría
  - La deuda del marajá
  - La maldición de la sirena de oro
  - Las estrellas capturadas
- Cuentos maravillosos: Tres cuentos maravillosos. Independently Published, 2017.
  - El barquito de papel
  - Tic-Tac
  - La leyenda de los dos tigres
- Bestsellers: Cuentos (I). Independently Published, 2018. ISBN 978-17-239246-2-0.
- Los nubitas y otros cuentos. Independently Published, 2018. ISBN 978-17-909752-1-1.
  - Los nubitas
  - La gatita Linda
  - El rey de los ogros
  - El duende padrino
  - La isla secreta
  - Robertinho
  - El tren Tilín
- Bestsellers: Cuentos (II). Independently Published, 2018. ISBN 978-17-915467-7-9.

### Libros infantiles
- Narsú y el collar mágico. Edimáter, 2008. ISBN 978-84-935175-8-8.
- Las preguntas de Nair. Edimáter, 2009. ISBN 978-84-968701-7-8.
- Este circo es un desastre. Edimáter, 2010. ISBN 978-84-968704-3-7.
- La maldición del castillo desencantado. Edimáter, 2011. ISBN 978-84-968707-4-1.
- Kundali: La ciudad perdida. Independently Published, 2018. ISBN 978-19-832898-2-8.
- El mono Aurelio viaja a Marte. Independently Published, 2018. ISBN 978-19-833362-0-1.
- Bestsellers: Infantil (I). Independently Published, 2018. ISBN 978-19-832617-3-2.
- Cabeza Nublada y Pies Ligeros. Independently Published, 2018. ISBN 978-17-177653-6-9.
- Bestsellers: Infantil (II). Independently Published, 2018. ISBN 978-17-180656-4-2.
- Bestsellers: Infantil (III). Independently Published, 2018. ISBN 978-17-198432-7-0.

### Ensayos
- Guía para escritores: Cómo corregir un libro. Independently Published, 2019. ISBN 978-10-723394-1-0.

## Premios
- Finalista del XII Concurso de Cuentos Repsol (1998)
- Finalista del VI Concurso de Microrrelatos Acumán (2005)
- Finalista del II Premio Nacional de Microrrelatos Hipálage (2008)